# ایستگاه متروی تهرانپارس
ایستگاه متروی تهرانپارس، یکی از ایستگاه‌های خط دو متروی تهران است. این ایستگاه در بزرگراه داریوش، بعد از چهارراه تیرانداز واقع شده‌است.
مساحت فضای سرپوشیدهٔ این ایستگاه بالغ بر ۲۴۶۷ متر مربع و فضای باز آن بالغ بر ۴۵ متر مربع است.

## امکانات
از امکانات این ایستگاه می‌توان به پله برقی، دفتر اشیاء گم شده، آب سرد کن، غرفه عطریات، خودپرداز بانک و پلیس مترو اشاره کرد.

## خطوط اتوبوسرانی
تنها خط اتوبوسرانی عبوری از  مجاور اين مترو خط اتوبوس ۴۰۲ از چهارراه تهرانپارس به شهرک پارس می‌باشد:
- خط اتوبوس ۴۰۲ چهارراه تهرانپارس به شهرک پارس در مسیر فلکه اول، خیابان‌های خوشوقت (حجربن عدی)، بزرگراه رسالت، ایستگاه مترو تهرانپارس، بلوار پروین، میدان استخر، بلوار استقلال و پارک پلیس [۱]